# Eric Whitacre
Eric Whitacre (nacido el 2 de enero de 1970 en Reno, Nevada) es un compositor, director y profesor estadounidense. Ha desarrollado un amplio trabajo en la composición de música coral con un estilo personal creado sobre armonías y disonancias luminosas. Es uno de los compositores más populares e interpretados de su generación.
Whitacre desarrolló su carrera musical primero en la Universidad de Nevada y más tarde en la Escuela Juilliard de Nueva York donde estudió con John Corigliano. Sus obras, principalmente las corales, alcanzaron rápidamente la popularidad y el reconocimiento con numerosos premios de composición en Estados Unidos. Desde 2000 Eric Whitacre ofrece conciertos de su música e imparte seminarios y conferencias por todo el mundo. 
Entre sus creaciones más populares destacan las siguientes:
- El CD de música coral de Whitacre Cloudburst and Other Choral Works, grabado por el coro inglés Polyphony y publicado en 2006 por Hyperion Records, se convirtió en un éxito internacional de ventas y recibió una nominación a un premio Grammy.
- Su primer CD como compositor y director Light and Gold publicado en 2010 por Decca, ganó el Premio Grammy de 2012 en la categoría de mejor interpretación coral.[3]
- Son famosos sus coros virtuales que juntan las contribuciones individuales de cientos e incluso miles de voces de todo el mundo en forma de videos digitales.
- Es compositor del musical Paradise Lost: Shadows and Wings, estrenado en Los Ángeles en 2007.
- Colaboró con Hans Zimmer en el tema de las sirenas de la película Piratas del Caribe: en mareas misteriosas.

Ha realizado composiciones corales sobre poemas de Octavio Paz (A boy and a girl, Cloudburst, Little Birds, Water Night) y Federico García Lorca (With a lily in your hand), entre otros.
La música de Whitacre incorpora sonidos e influencias contemporáneas y a la vez requiere precisión, entonación y empaste. Probablemente es más conocido por su música coral, pero tanto su estilo coral como el instrumental utilizan su firma acordes Whitacre, que consisten en clusters pandiatónicos normalmente construidos en densidades crecientes o decrecientes. 

## Coro Virtual
Entre las creaciones más populares de Eric Whitacre se encuentran sus proyectos de Coro Virtual, cuya idea surgió a partir de un video que Whitacre recibió de una joven llamada Britlin Losee de Long Island, Nueva York, cantando una de sus piezas corales. Los cantantes graban y cargan sus videos desde ubicaciones de todo el mundo. Luego, cada uno de los videos se sincroniza y combina en una sola actuación para crear el Coro Virtual. Whitacre comenzó con una ejecución de prueba de “Sleep”, luego “Lux Aurumque” en 2009 y luego “Sleep” nuevamente en 2010. La interpretación del Coro Virtual de Whitacre de “Lux Aurumque”, ha recibido casi 6.5 millones de visitas (hasta julio de 2020), con 185 cantantes de 12 países.
El Virtual Choir 2.0 de Whitacre, "Sleep", fue lanzado en abril de 2011 e involucró a 1752 voces de 58 países. Cuenta (hasta agosto de 2020) con más de 2.7 millones de visitas en YouTube.
Su Virtual Choir 3, “Water Night” (sobre un texto traducido de Octavio Paz), escrito en 1995, combinó 3.746 presentaciones de 73 países y se publicó en abril de 2012. El 15 de abril, el centenario del hundimiento del Titanic, se mostró el video en el nuevo edificio conmemorativo del Titanic Belfast.
Para el Virtual Choir 4, Whitacre adaptó una pieza de su musical “Paradise lost: Shadows and Wings” para coro SATB llamada "Fly to Paradise”. En esta obra Whitacre experimentó con un cambio estilístico, simplificando sus famosas armonías disonantes, incoporando solistas e influencias de la música tecno. También se innovó en la estructura del video, con animaciones 3D y contando una historia, además de las voces de los cantantes. Contiene 8.409 videos de 5.905 personas de 101 países diferentes. Se lanzó en el Festival de la Coronación en el Palacio de Buckingham / BBC1 el 11 de julio de 2013.
El Coro Virtual de Jóvenes, en asociación con UNICEF, se lanzó en la ceremonia de apertura de los Juegos de la Commonwealth de Glasgow 2014. Se basó sobre su obra “What If”, y nuevamente adaptó su estilo compositivo y lo simplificó para hacerlo más accesible a las voces de niños y jóvenes. Contó con 2.292 cantantes menores de 18 años de 80 países diferentes.
El 4 de mayo de 2018, Whitacre anunció que el Virtual Choir 5 sería sobre su pieza “Deep Field” de 2015. Este proyecto surgió de una colaboración entre Whitacre, la NASA, el Instituto de Ciencias del Telescopio Espacial Hubble, Music Productions y 59 Productions. En conjunto, crearon un corto de 30 min de duración que combina imágenes tomadas por el telescopio con música orquestal y coral de Whitacre. En este video se registraron más de 8 mil voces de 120 países.
El 2 de mayo de 2020, durante la pandemia de COVID-19, Whitacre anunció que la sexta versión de Virtual Choir sería una canción original titulada “Sing Gently”. Fue su proyecto más ambicioso hasta la fecha, contando con 17.572 cantantes de 129 países. Al comentar sobre su idea sobre este VC6, Whitacre expresó: “Comencé a pensar en este proyecto a los pocos días de que la situación con el COVID-19 llegase a EEUU. Al principio no se sabía muy qué estaba pasando, yo no podía creer lo que estaba sucediendo, estaba impactado. Y luego, me di cuenta de que los cantantes ya no podíamos hacer lo que más amamos. No podía creer que algo tan hermoso y benigno como es cantar fuera considerado una amenaza. Así es que hablé con Claire Long y Meg Davies, que trabajan como managers y productoras ejecutivas desde el Coro Virtual 2, y hablamos acerca de si era un momento adecuado para comenzar un nuevo proyecto, y nos dimos cuenta que éste era el momento exacto para hacerlo. En todos los proyectos anteriores, había utilizado obras previamente escritas, pero en esta ocasión sentí que debía escribir una pieza original, e incluir mi propia letra, ya que usualmente trabajo adaptando letra de otros escritores.” 
Para el proceso creativo del video, el equipo a cargo se inspiró en Kintsugi, el arte japonés de reparar piezas rotas de cerámica uniendo las partes mediante laca mezclada con oro en polvo. Esto hace que las uniones sean fácilmente visibles, embelleciendo aún más al objeto original. El video tuvo su estreno mundial en YouTube el 19 de julio de 2020, y en menos de un mes ya superó el millón de visitas. 
Investigadores de la Universidad de Londres estudiaron los efectos de coros virtuales como los de Whitacre en la salud mental de los participantes y declararon que “los cantantes no sólo se sintieron más felices y experimentaron mayor autoestima, sino que también se vieron reducidos sus sentimientos de aislamiento social.